# El último patriota
El último patriota (título original en inglés: The Patriot) es una película estadounidense de 1998 dirigida por Dean Semler, y protagonizada por Steven Seagal. La película está basada vagamente en la novela The Last Canadian de William C. Heine.
Según informes, la película se concibió originalmente para un estreno mundial en cines, pero finalmente se estrenó directamente para video en Estados Unidos, y en algunos países, como España, también se estrenó en cines. Fue la primera película de Seagal que no se estrenó en la mayoría de los cines.

## Sinopsis
Wesley McClaren (Steven Seagal) es un inmunólogo retirado de la CIA que vive una vida tranquila con su hija en un rancho de Montana. Cuando se activa un arma biológica, propagando un virus letal, se ve obligado a crear una vacuna.

## Reparto
- Steven Seagal - Dr. Wesley McClaren
- Gailard Sartain - Floyd Chisholm
- L. Q. Jones  - Frank
- Silas Weir Mitchell - Pogue
- Camilla Belle - Holly McClaren
- Dan Beene - Richard Bach
- Damon Collazo - Lt. Johnson
- Whitney Yellow Robe - Dr. Ann White Cloud
- Brad Leland - Big Bob
- Molly McClure - Molly
- Philip Winchester - Young Militiaman